# Подводные лодки типа «Карп»
Подводные лодки типа «Карп» — серия российских подводных лодок, построенных в 1904—1906 годах в Германии по проекту «E».

## История
В связи с началом Русско-японской войны перед Морским техническим комитетом встала задача по максимально быстрому усилению флота в целом, и подводного флота в частности. Наряду с ведущимися отечественными разработками велись работы по приобретению иностранных образцов. 24 мая 1904 года с К. Вахтером, представителем фирмы Ф. Круппа, был подписан контракт на строительство трёх субмарин типа «Е» для российского флота. Они были построены в 1904—1907 годах. Подводная лодка «Камбала» погибла в 1909 году на учениях, будучи протаранена броненосцем «Ростислав». Оставшиеся две лодки служили до 1917 года.
20 января 1918 года на подводной лодке «Карп» был поднят украинский флаг. Весной 1918 оба корабля вошли в состав ВМС УНР. 
В апреле 1918 года экипажи подлодок отвергли требование Совнаркома советской России идти в Новороссийск и подтвердили принадлежность к ВМС УНР. Не разрешили подводники вывезти большевикам и имущество своей бригады.
Во времена Гетьманата субмарины "Карп" и "Карась" входили в состав Военно-морских сил Украинского Государства. В декабре 1918 г. лодки были захвачены войсками Антанты. Затоплены ими вблизи Севастополя в апреле 1919 года.

## Представители
| Наименование | Заводской номер | Дата закладки   | Спуск на воду | Ввод в строй     |
| ------------ | --------------- | --------------- | ------------- | ---------------- |
| «Карп»       | 109             | май — июнь 1904 | июнь 1905     | 1 августа 1907   |
| «Карась»     | 110             | май — июнь 1904 | 30 мая 1906   | 10 сентября 1907 |
| «Камбала»    | 111             | май — июнь 1904 | июль 1907     | 8 сентября 1907  |

## Галерея

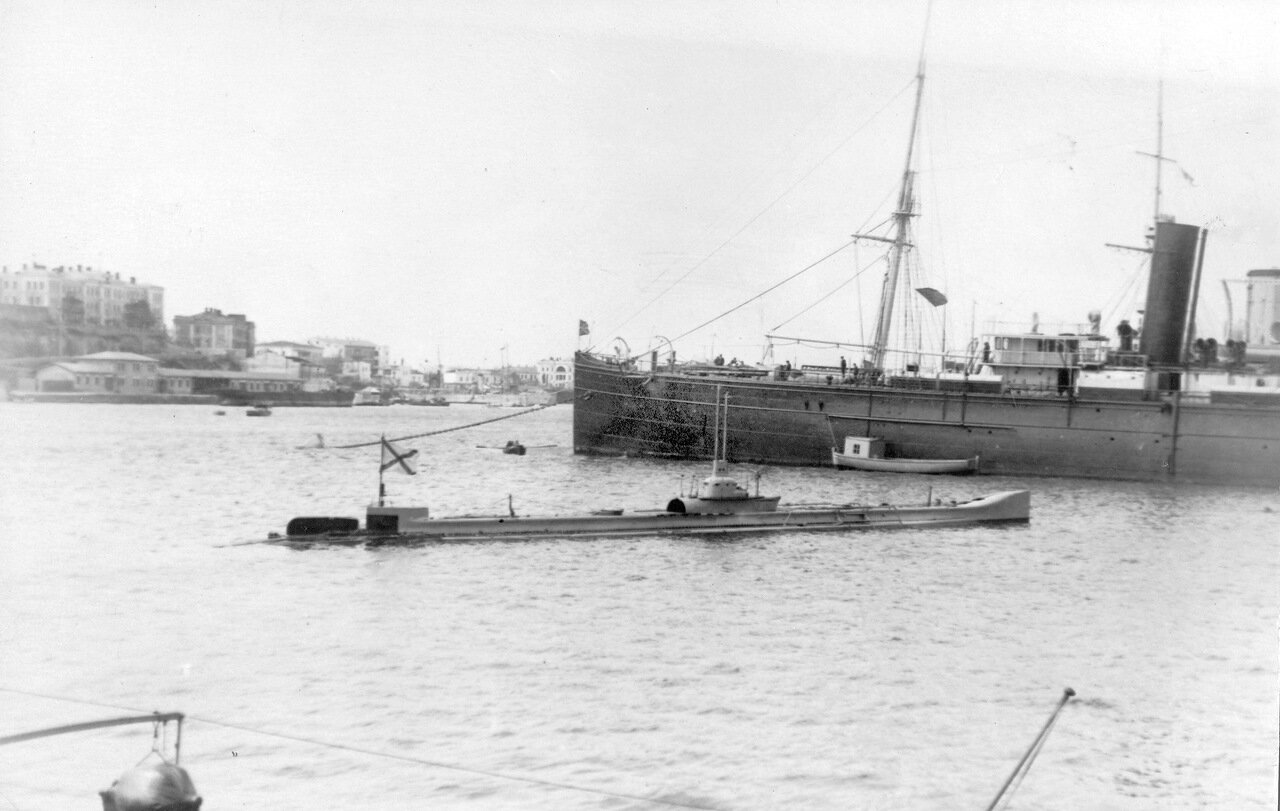
Крым. ПЛ «Камбала» во время движения.
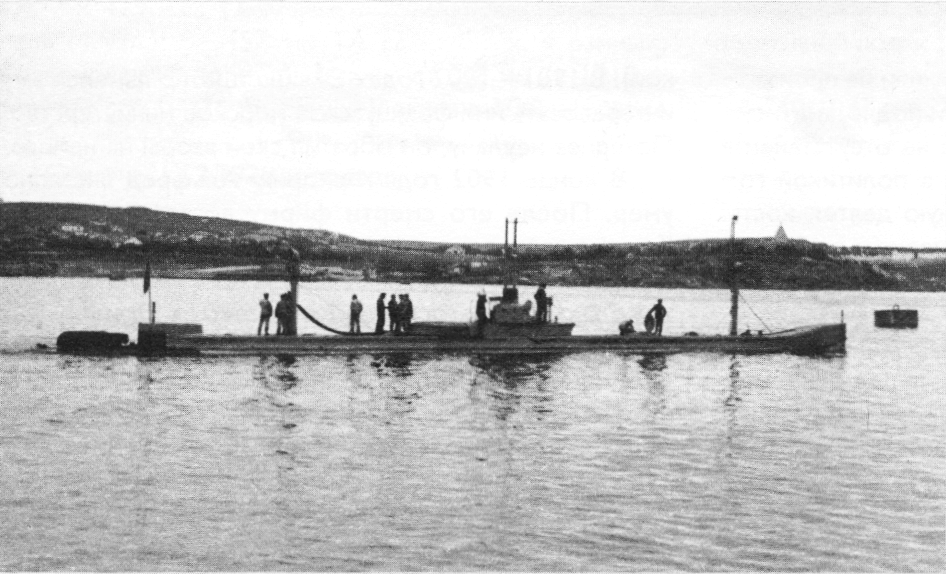
Российская подводная лодка «Карась».
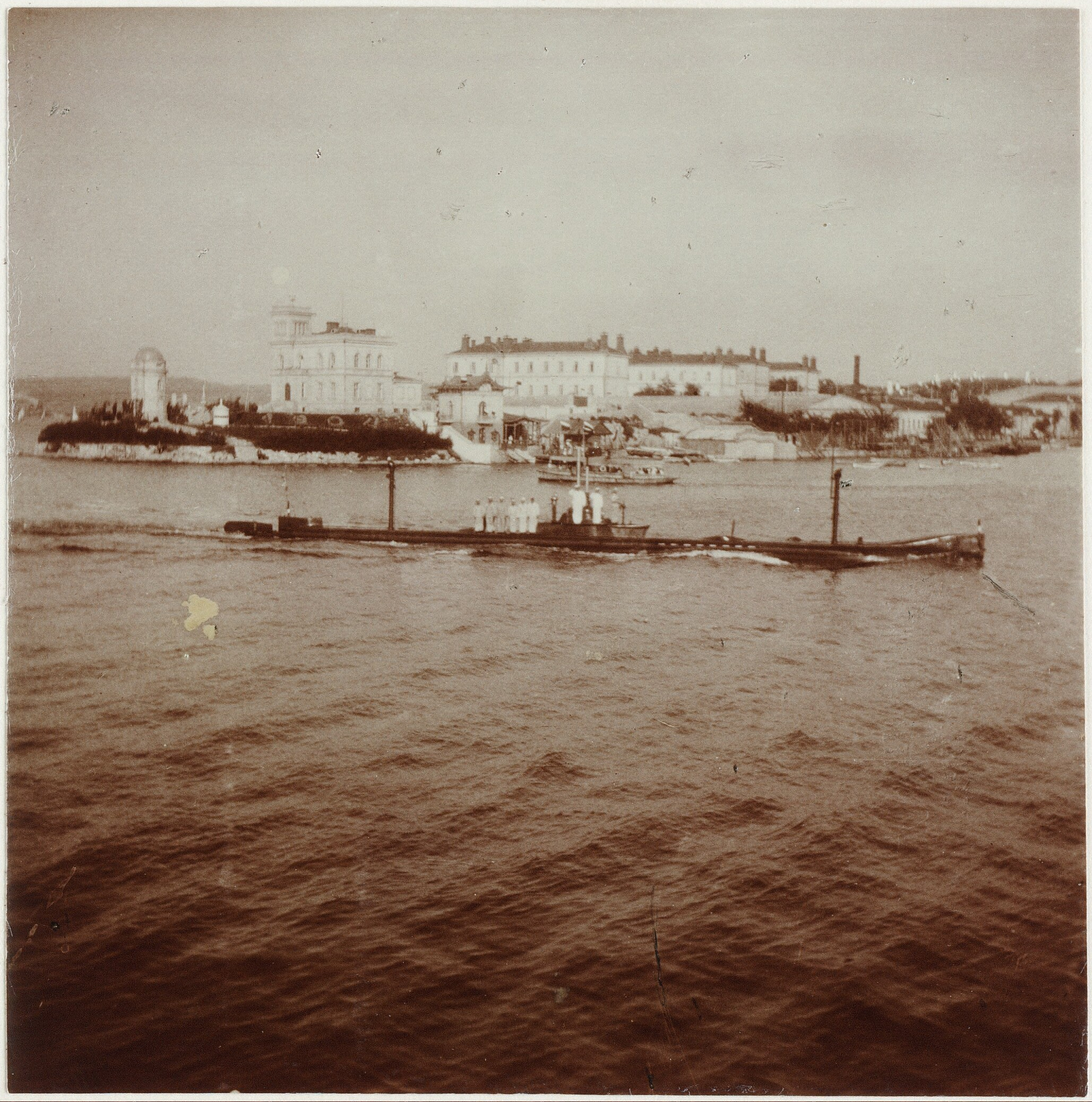
Подводная лодка «Камбала» заходит в Южную бухту Севастополя.
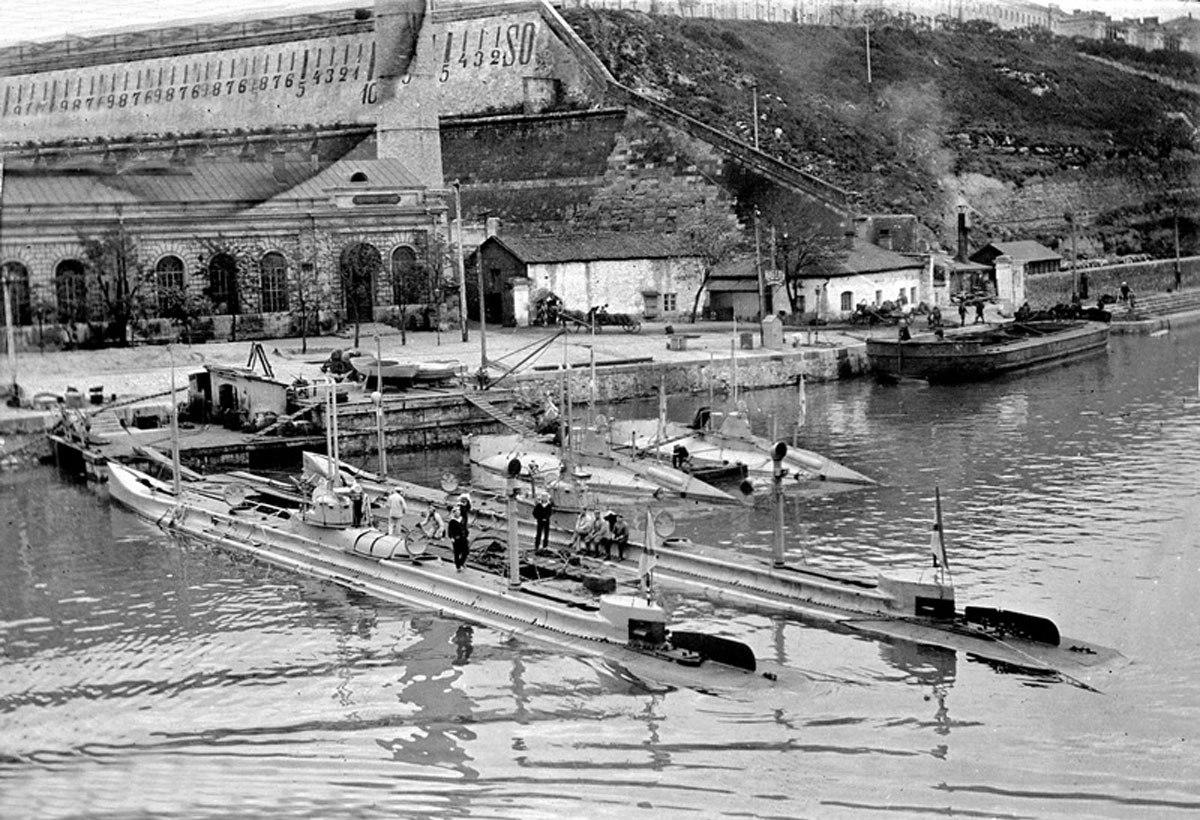
У причальной стенки ПЛ «Карп», «Карась», «Судак», «Лосось».
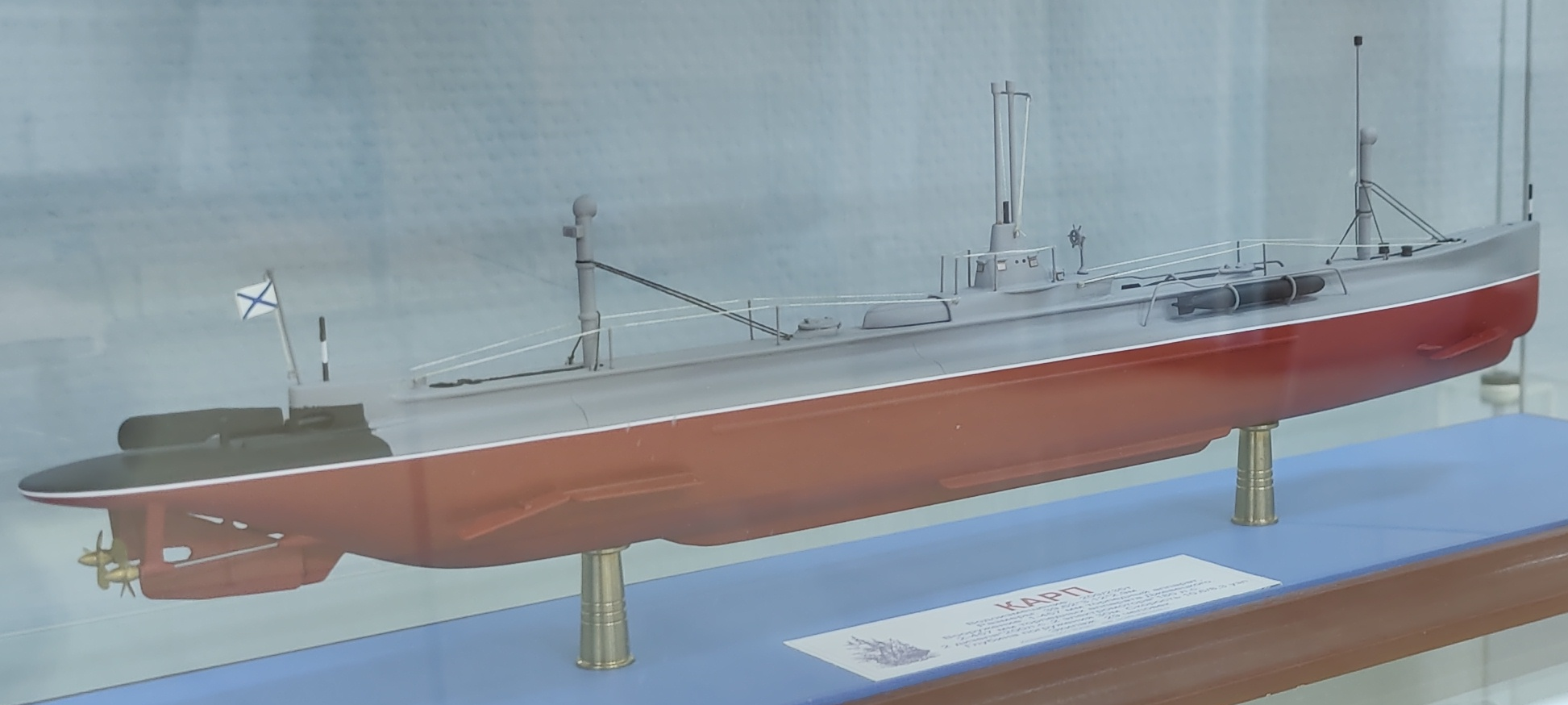
Макет в Музее истории подводных сил имени Маринеско